# Bernstein-Welle
Bernstein-Wellen sind Longitudinalwellen in Plasmen.
Man unterscheidet zwischen Elektron-Bernstein-Wellen und Ionen-Bernstein-Wellen, abhängig davon, welcher Anteil des Plasmas die Wellenbewegung ausführt. 

## Elektronen-Bernstein-Wellen
Elektronen-Bernstein-Wellen (auch EBW) sind elektrostatische Wellen der Elektronen, die in magnetisierten Plasmen vorkommen. Elektrostatisch meint hier, dass die Welle eine Störung in der Dichteverteilung der Elektronen darstellt und sich so wie eine longitudinale Druckwelle ausbreitet. Im Gegensatz zu einer elektromagnetischen Welle ist die EBW im Vakuum nicht ausbreitungsfähig, da die Ausbreitung durch die Zyklotron-Bewegungen der Elektronen aufrechterhalten wird.
Die Ausbreitung erfolgt senkrecht zum Hintergrundmagnetfeld des Plasmas. Man spricht hier von einem heißen Plasma, da die Näherung des kalten Plasmas diese Wellen nicht umfasst.
Die Wellenlängen der EBW liegen im Bereich des Larmorradius der Elektronen, also in der Größenordnung des Radius, der die Gyrationsbewegung eines Elektrons um eine Magnetfeldlinie beschreibt.
In großen Fusionsexperimenten werden EBW zur Heizung des Plasmas verwendet.

## Ionen-Bernstein-Wellen
Bei Ionen-Bernstein-Wellen (auch IBW) wird die Dichte der Plasma-Ionen von longitudinalen Wellen durchlaufen. Diese Wellen verhalten sich analog zu den Elektronen-Bernstein-Wellen und breiten sich ebenfalls senkrecht zum Hintergrundmagnetfeld des Plasmas aus. Sie haben jedoch wegen des kleineren Verhältnisses von Ladung zu Masse der Ionen eine kleinere Frequenz. Antreibendes Moment ist die Zyklotron-Bewegung der Ionen.
Auch hier liegt die Größenordnung der Wellenlänge im Bereich des Larmorradius des Ionen.

## Geschichtliches
Ira B. Bernstein beschäftigte sich 1958 mit der Ausbreitung von Wellen in einem magnetisierten heißen Plasma, indem er erstmals ein bestimmtes mathematisches Verfahren an diesem Problem anwendete. Dieses Verfahren brachte die Wellen hervor, die man heute als Bernstein-Wellen bezeichnet.